# Sara Roosevelt
Pour les articles homonymes, voir Roosevelt.
Pour les autres membres de la famille, voir Famille Roosevelt.
Sara Ann Delano Roosevelt (21 septembre 1854 - 7 septembre 1941) était la deuxième épouse de James Roosevelt I (à partir de 1880), la mère du président des États-Unis Franklin Delano Roosevelt, son seul enfant, et par la suite la belle-mère d’Eleanor Roosevelt. Sara Delano a grandi à Newburgh, dans l'État de New York, et a passé trois ans à Hong Kong. Elle a donné naissance à Franklin en 1882 et a été une mère dévouée pour lui pour le reste de sa vie. Elle avait une relation complexe avec sa belle-fille Eleanor, ce qui a conduit les médias à la dépeindre comme une belle-mère dominatrice et redoutable. Elle meurt en 1941, avec son fils, alors président, à ses côtés.